# 禹贡说断
《禹贡说断》，凡四卷。傅寅撰。
紹興三十年（1160年）成書，專門講解《尚書》的〈禹貢〉一章，並附有地圖，河流則以雙線表示。吕祖俭見其《禹貢圖》稱“是書可為集先儒之大成矣。”，聘請他擔任丽泽书院主講，並且命令學生正襟危坐，用心聽講，“诸生不以门户之见耻受教”。此書與毛晃的《禹贡指南》、程大昌的《禹贡论》並称宋代《禹贡》三名著。